# Lixianghu
Lixianghu (kinesiska: 黎香湖) är en köping i sydvästra Kina. Den ligger i stadsdistriktet Nanchuan, i storstadsområdet Chongqing, omkring 44 kilometer sydost om det centrala stadsdistriktet Yuzhong.
Köpingen bildades september 2009 genom en ombildning av Tuxi (土溪) socken.